# Bob Allen
Robert J. Allen, detto Bob (17 luglio 1946), è un ex cestista statunitense, professionista nella NBA.

## Carriera
È stato selezionato dai San Francisco Warriors al sesto giro del Draft NBA 1968 (71ª scelta assoluta).